# Bujalaro
Bujalaro – gmina w Hiszpanii, w prowincji Guadalajara, w Kastylii-La Mancha, o powierzchni 22,61 km². W 2011 roku gmina liczyła 64 mieszkańców.